# Vote quadratique
 (mars 2023).
La mise en forme du texte ne suit pas les recommandations de Wikipédia : il faut le « wikifier ».
Les points d'amélioration suivants sont les cas les plus fréquents. Le détail des points à revoir est peut-être précisé sur la page de discussion.
- Les titres sont pré-formatés par le logiciel. Ils ne sont ni en capitales, ni en gras.
- Le texte ne doit pas être écrit en capitales (les noms de famille non plus), ni en gras, ni en italique, ni en « petit »…
- Le gras n'est utilisé que pour surligner le titre de l'article dans l'introduction, une seule fois.
- L'italique est rarement utilisé : mots en langue étrangère, titres d'œuvres, noms de bateaux, etc.
- Les citations ne sont pas en italique mais en corps de texte normal. Elles sont entourées par des guillemets français : « et ».
- Les listes à puces sont à éviter, des paragraphes rédigés étant largement préférés. Les tableaux sont à réserver à la présentation de données structurées (résultats, etc.).
- Les appels de note de bas de page (petits chiffres en exposant, introduits par l'outil «  Source ») sont à placer entre la fin de phrase et le point final[comme ça].
- Les liens internes (vers d'autres articles de Wikipédia) sont à choisir avec parcimonie. Créez des liens vers des articles approfondissant le sujet. Les termes génériques sans rapport avec le sujet sont à éviter, ainsi que les répétitions de liens vers un même terme.
- Les liens externes sont à placer uniquement dans une section « Liens externes », à la fin de l'article. Ces liens sont à choisir avec parcimonie suivant les règles définies. Si un lien sert de source à l'article, son insertion dans le texte est à faire par les notes de bas de page.
- La présentation des références doit suivre les conventions bibliographiques. Il est recommandé d'utiliser les modèles {{Ouvrage}}, {{Chapitre}}, {{Article}}, {{Lien web}} et/ou {{Bibliographie}}. Le mode d'édition visuel peut mettre en forme automatiquement les références.
- Insérer une infobox (cadre d'informations à droite) n'est pas obligatoire pour parachever la mise en page.

Pour une aide détaillée, merci de consulter Aide:Wikification.
Si vous pensez que ces points ont été résolus, vous pouvez retirer ce bandeau et améliorer la mise en forme d'un autre article.
Pour les articles homonymes, voir Vote (homonymie).

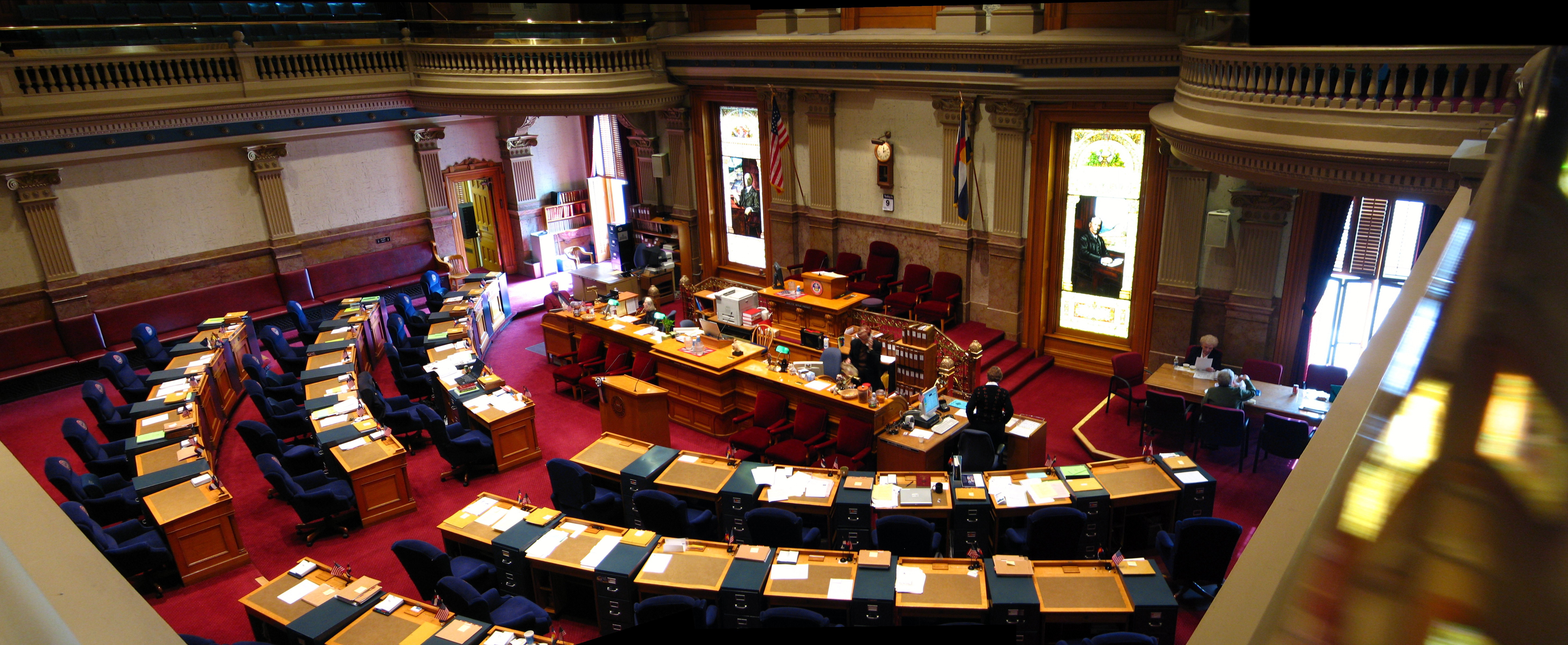
À l'intérieur du Colorado State Capitol Building, où le processus de vote quadratique a eu lieu

Le vote quadratique est une procédure de prise de décision collective qui implique que des individus attribuent des votes pour exprimer le degré de leurs préférences, plutôt que simplement la direction de leurs préférences. Ce faisant, le vote quadratique cherche à résoudre les problèmes du paradoxe de Condorcet et de la règle de la majorité . Le vote quadratique fonctionne en permettant aux utilisateurs de « payer » des votes supplémentaires sur une question donnée pour exprimer plus fortement leur soutien à des questions données, ce qui donne des résultats de vote alignés sur le résultat le plus élevé en termes de volonté de payer, plutôt que simplement sur le résultat préféré par la majorité quelle que soit l'intensité des préférences individuelles. Le paiement des votes peut se faire en devises artificielles ou réelles (par exemple avec des jetons répartis de manière égale entre les membres votants ou avec de l'argent réel),. Le vote quadratique est une variante du vote cumulatif. Il diffère du vote cumulatif en modifiant la relation « le coût » et « le vote » de linéaire à quadratique.
Le vote quadratique est basé sur les principes du marché, où chaque électeur reçoit un budget de crédits de vote dont la décision personnelle et la délégation pour dépenser lui revient, afin d'influencer le résultat d'une série de décisions. Si un participant a un fort soutien pour ou contre une décision spécifique, des votes supplémentaires peuvent être attribués pour démontrer le soutien de l'électeur de manière proportionnelle. Une règle de tarification des votes détermine le coût des votes supplémentaires, chaque vote devenant de plus en plus cher. En augmentant les coûts de crédit des électeurs, le soutien et les intérêts d'un individu envers la décision particulière sont ainsi démontrés. Si l'argent est utilisé, il est finalement restitué aux électeurs en fonction du nombre de participants. E. Glen Weyl et Steven Lalley ont tous deux publié des recherches en 2017 dans lesquelles ils prétendent démontrer que cette politique de prise de décision accélère l'efficacité au fur et à mesure que le nombre d'électeurs augmente. La formule simplifiée sur le fonctionnement du vote quadratique est:
coût pour l'électeur = (nombre de votes) 2.
| Nombre de voix | "Crédit de vote" coût |
| -------------- | --------------------- |
| 1              | 1                     |
| 2              | 4                     |
| 3              | 9                     |
| 4              | 16                    |
| 5              | 25                    |

La nature quadratique du vote suggère qu'un électeur peut utiliser ses votes plus efficacement en les répartissant sur de nombreuses questions. Par exemple, un électeur disposant d'un budget de 16 crédits de vote peut appliquer 1 crédit de vote à chacune des 16 questions. Cependant, si l'individu a une passion ou un sentiment plus fort au sujet d'une question, il pourrait allouer 4 votes, au prix de 16 crédits, à la question particulière, épuisant ainsi tout son budget. Ce mécanisme de vote démontre qu'il existe une forte incitation à acheter et à vendre des votes, ou à échanger des votes. L'utilisation de ce système de vote anonyme offre une protection d'identité contre l'achat ou l'échange de votes, puisque ces échanges ne peuvent pas être vérifiés par l'acheteur ou le commerçant.

## Propriétés du vote quadratique

### Efficacité
La fonction de coût quadratique a la propriété unique que les gens achètent des votes directement proportionnellement à la force de leurs préférences. Par conséquent, le nombre total de votes pour une question donnée est la somme de la force des préférences des personnes qui ont voté. Cela s'explique par le fait que le coût marginal de chaque vote supplémentaire augmente linéairement avec le nombre de votes. Si le coût marginal augmente moins que linéairement par rapport au nombre de votes, une personne qui accorde deux fois plus de valeur à un vote aura tendance à acheter plus de deux fois plus de votes, et le système sera prédisposé à la domination par des groupes d'intérêts spéciaux ayant des intérêts forts et concentrés. Un dollar par vote est la limite de ce comportement, dans lequel le coût marginal d'un vote est constant. D'autre part, si la fonction de coût augmente plus rapidement qu'une augmentation linéaire, le système sera prédisposé à une tyrannie de la majorité, la limite de ce comportement étant une personne-un-vote.
En revanche, la règle de la majorité basée sur le vote individuel a le potentiel de conduire à se concentrer uniquement sur les politiques les plus populaires, de sorte que les politiques plus petites n'auraient pas autant d'importance. La plus grande proportion d'électeurs qui votent pour une politique même avec moins de passion par rapport à la proportion minoritaire d'électeurs qui ont des préférences plus élevées dans un sujet moins populaire peut conduire à une réduction du bien-être global. De plus, les structures compliquées de la démocratie contemporaine avec l'autocontrôle institutionnel (c'est-à-dire le fédéralisme, la séparation des pouvoirs ) continueront d'étendre ses politiques, de sorte que le vote quadratique est chargé de corriger tout changement significatif des politiques une personne, une voix.
Dans le système de vote majoritaire actuel, chaque personne se voit attribuer un vote, qu'elle peut exprimer pour un candidat particulier par rapport à d'autres options potentielles. Le candidat qui obtient la majorité des voix l'emporte. Ce système présente un inconvénient évident, à savoir qu'une option/candidat peut obtenir un petit nombre de votes et gagner quand même, tant qu'il reçoit plus de votes que la meilleure option suivante. Cela peut créer un mécontentement parmi la population, ce qui, nous le voyons, conduit à une méfiance et à une apathie mondiales pour la démocratie.

### Robustesse
La robustesse d'un système de vote peut être définie comme la sensibilité d'un système de vote au comportement non idéal des électeurs ou de l'influence extérieure. La robustesse de QV par rapport à diverses non-idéalités a été étudiée, y compris la collusion entre les électeurs, les attaques extérieures contre le processus de vote et l'irrationalité des électeurs. La collusion est possible dans la plupart des systèmes de vote dans une mesure ou une autre, et ce qui est essentiel est la sensibilité du système de vote à la collusion. Il a été démontré que QV présente une sensibilité à la collusion similaire à celle des systèmes une personne, un vote, et est beaucoup moins sensible à la collusion que les mécanismes VCG ou Groves et Ledyard. Des propositions ont été avancées pour rendre QV plus robuste vis-à-vis de la collusion et des attaques extérieures. Les effets de l'irrationalité des électeurs et des idées fausses sur les résultats du QV ont été examinés de manière critique par QV par un certain nombre d'auteurs. Il a été démontré que QV est moins sensible aux « effets d'outsider » qu'une personne, un vote. Lorsque l'élection n'est pas proche, QV s'est également avéré efficace face à un certain nombre d'écarts par rapport à un comportement parfaitement rationnel, y compris les électeurs pensant que les totaux des votes sont des signaux en eux-mêmes, les électeurs utilisant leurs votes pour s'exprimer personnellement, et l'opinion des électeurs que leurs votes sont plus cruciaux qu'ils ne le sont en réalité. Bien qu'un tel comportement irrationnel puisse entraîner une inefficacité lors d'élections plus serrées, les gains d'efficacité grâce à l'expression des préférences sont souvent suffisants pour rendre QV net avantageux par rapport aux systèmes une personne, un vote. Certains comportements de distorsion peuvent survenir pour le QV dans de petites populations en raison de problèmes d'alimentation pour obtenir plus de rendement pour eux-mêmes, mais ce problème ne s'est pas avéré être un problème pratique pour des populations plus importantes. En raison du fait que QV permet aux gens d'exprimer leurs préférences en continu, il a été proposé que QV puisse être plus sensible que 1p1v aux mouvements sociaux qui instillent des idées fausses ou modifient autrement le comportement des électeurs loin de la rationalité de manière coordonnée.

## Histoire du vote quadratique
L'un des premiers modèles connus idéalisant le vote quadratique a été proposé par 3 scientifiques : William Vickrey, Edward H. Clarke et Theodore Groves. Ensemble, ils ont théorisé le mécanisme Vickery-Clarke-Groves (mécanisme VCG). Le but de ce mécanisme était de trouver l'équilibre entre une fonction transparente et facile à comprendre que le marché pouvait comprendre en plus de pouvoir calculer et facturer le prix spécifique de toute ressource. Cet équilibre pourrait alors théoriquement inciter les utilisateurs non seulement à déclarer honnêtement leurs utilités, mais aussi à leur facturer le prix correct. Cette théorie a pu facilement être appliquée dans un système de vote qui pourrait permettre aux gens de voter tout en présentant l'intensité de leur préférence. Cependant, tout comme la majorité des autres systèmes de vote proposés à cette époque, il s'est avéré trop difficile à comprendre, vulnérable à la tricherie, aux équilibres faibles et à d'autres lacunes peu pratiques. Alors que ce concept continuait à se développer, E. Glen Weyl, un chercheur de Microsoft, a appliqué le concept à la politique démocratique et à la gouvernance d'entreprise et a inventé l'expression Quadratic Voting.  

### Idéation dans la politique démocratique
La principale motivation de Weyl pour créer un modèle de vote quadratique était de lutter contre le résultat de la «tyrannie de la majorité» qui est un résultat direct du modèle de la règle de la majorité. Selon lui, les deux principaux problèmes du modèle de la règle de la majorité sont qu'il ne fait pas toujours progresser le bien public et qu'il affaiblit la démocratie. La majorité stable a toujours été systématiquement avantagée aux dépens directs des minorités. D'autre part, même hypothétiquement si la majorité n'était pas concentrée dans un seul groupe, la tyrannie de la majorité existerait toujours parce qu'un groupe social serait encore exploité. Par conséquent, Weyl a conclu que ce système de règle de la majorité causera toujours un préjudice social. Il pensait également qu'une autre raison était que le système de la règle de la majorité affaiblissait la démocratie. Historiquement, pour décourager la participation politique des minorités, la majorité n'hésite pas à ériger des barrières juridiques ou physiques. En conséquence, ce succès d'une élection temporaire affaiblit les institutions démocratiques dans le monde.
Pour lutter contre cela, Weyl a développé le modèle de vote quadratique et son application à la politique démocratique. Le modèle optimise théoriquement le bien-être social en permettant à chacun de voter de manière égale sur une proposition et en donnant à la minorité la possibilité d'acheter plus de voix pour uniformiser les règles du jeu.

### Idéal en gouvernance d'entreprise
Le vote quadratique dans la gouvernance d'entreprise vise à optimiser les valeurs de l'entreprise grâce à l'utilisation d'un système de vote plus équitable. Les problèmes courants liés au vote des actionnaires incluent le blocage des politiques qui peuvent profiter à la valeur de l'entreprise mais ne profitent pas à leur valeur actionnariale ou le fait que la majorité vote généralement plus que la minorité. Cette mauvaise gouvernance d'entreprise pourrait facilement contribuer à des crises financières préjudiciables.
Avec le vote quadratique, non seulement les actionnaires sont privés de leur droit de vote, mais les employés de l'entreprise peuvent acheter autant de votes qu'ils le souhaitent et participer au processus électoral. En utilisant le modèle de vote quadratique, un vote serait de 1 $, tandis que deux votes seraient de 4 $, et ainsi de suite. L'argent collecté est transféré au Trésor où il est distribué aux actionnaires. Pour lutter contre la fraude électorale, les votes sont confidentiels et la collusion est illégale. Avec cela, non seulement le pouvoir des actionnaires majoritaires contre la minorité est dépouillé, mais avec la participation de tous, cela garantit que les politiques sont faites pour le meilleur intérêt de l'entreprise au lieu du meilleur intérêt des actionnaires.

## Critiques des mécanismes de vote quadratique

### Paiement
L'objection la plus courante au vote quadratique utilisant la monnaie réelle est que, bien qu'il sélectionne efficacement le résultat pour lequel la population est la plus disposée à payer, la volonté de payer n'est pas directement proportionnelle à l'utilité acquise par la population électorale. Plus précisément, les riches peuvent se permettre d'acheter plus de votes par rapport au reste de la population,,. Cela fausserait les résultats du vote pour favoriser les riches dans des situations où le vote est polarisé sur la base de la richesse. Alors que les riches ayant une influence indue sur les processus de vote ne sont pas une caractéristique unique de QV en tant que processus de vote, l'implication directe de l'argent dans le processus de QV a suscité de nombreuses inquiétudes à propos de cette méthode.
Plusieurs propositions ont été avancées pour contrer cette préoccupation, la plus populaire étant QV avec une monnaie artificielle. Habituellement, la monnaie artificielle est distribuée sur une base uniforme, donnant ainsi à chaque individu une voix égale, mais permettant aux individus d'aligner de manière plus flexible leur comportement de vote sur leurs préférences. Alors que beaucoup se sont opposés au QV avec une monnaie réelle, il y a eu une approbation assez large du vote quadratique avec une monnaie artificielle,,.
D'autres méthodes proposées pour améliorer les objections à l'utilisation de l'argent au vote quadratique utilisant la monnaie réelle sont :
- Pour réduire ou éliminer la représentation inégale due à la richesse, le QV pourrait être associé à un système qui restitue les revenus du processus de QV aux moins riches. Un tel schéma est proposé par Weyl et Posner[1],
- Pour les situations où les problèmes sont polarisés en fonction de la richesse, une personne, un vote peut être une meilleure alternative, selon la façon dont les gains d'efficacité de l'expression des préférences s'équilibrent avec les distorsions dues à la polarisation de la richesse. L'utilisation de QV par rapport à une personne, un vote pourrait être déterminée au cas par cas[9],
- Les votes pourraient être rendus plus coûteux pour les électeurs fortunés, soit pour toutes les questions, soit pour des questions polarisées sur la base de la richesse[9].

Le vote quadratique présente plusieurs avantages par rapport aux systèmes de vote actuels dans les pays démocratiques. Cependant, ce n'est pas un système parfait. Il présente certains inconvénients dans son cadre qui le rendent vulnérable à la tricherie et à la collusion. Ce manque de résistance contre la triche pourrait le rendre vulnérable à l' attaque de sybille, par exemple. La collusion est également une menace potentielle pour le système, où l'on peut embaucher plusieurs personnes pour voter sur une certaine question. Le vote quadratique est également faible face à la polarisation par les riches, qui peuvent acheter et émettre plus de votes que l'électeur moyen.

### attaques de Sybille
L'une des plus grandes faiblesses du vote quadratique est le manque de modération face à la tricherie. Le terme spécifique utilisé pour tricher avec le vote quadratique est « attaque de sybilles ». Une telle attaque utilise des sybilles, ou des identités fausses ou dupliquées, pour influencer les décisions communautaires afin de les pousser en leur faveur. Puisqu'un seul vote a le potentiel de faire basculer une décision de groupe majoritaire, la prévention des attaques de sybillesest une priorité importante pour assurer la sécurité du vote quadratique. Avec l'une de ses priorités étant un réseau ouvert, peer-to-peer, un logiciel d'identification anti-sybille est une exigence pour mettre en œuvre le vote quadratique généralisé.
Parmi les futures pistes d'enquête possibles, citons l'étude de systèmes de preuve plus intersectionnels de la personnalité qui ne sont pas directement basés sur la blockchain. Par exemple, étendre le réseau de confiance en disposant d'un protocole qui vérifie la preuve des identités à l'aide d'interactions sociales permettrait à une communauté d'utilisateurs d'attribuer des niveaux de confiance correspondants à différents candidats en relation avec les autres. Cependant, cela nécessiterait un système entièrement décentralisé. Ce protocole de réseau de confiance pourrait même s'étendre pour permettre aux candidats de fournir une preuve de leur personnalité par une présence physique, ce qui pourrait conduire à des clusters de confiance qui se transformeraient en communautés.

## Applications

### États-Unis
De nombreux domaines ont été proposés pour le vote quadratique, y compris la gouvernance d'entreprise dans le secteur privé, l'allocation des budgets, les analyses coûts-avantages pour les biens publics, des données de sondage et de sentiment plus précises, et les élections et autres décisions démocratiques.
Le vote quadratique a été mené dans le cadre d'une expérience menée par le caucus démocrate de la Chambre des représentants du Colorado en avril 2019. Les législateurs l'ont utilisé pour décider de leurs priorités législatives pour les deux années à venir, en sélectionnant parmi 107 projets de loi possibles. Chaque membre a reçu 100 jetons virtuels qui lui permettraient de mettre soit 10 votes sur un projet de loi (car 100 jetons virtuels représentaient 10 votes pour un projet de loi) ou 5 votes chacun (25 jetons virtuels) sur 4 projets de loi différents. En fin de compte, le gagnant a été le projet de loi 85 du Sénat, la loi sur l'égalité de rémunération pour un travail égal, avec un total de 60 voix. À partir de cette démonstration de vote quadratique, aucun représentant n'a dépensé les 100 jetons sur un seul projet de loi, et il y avait une délimitation entre les sujets de discussion qui étaient les favoris et les non-réussis. L'interface informatique et la structure systématique ont été fournies par Democracy Earth, qui est une plate-forme de démocratie liquide open source pour favoriser la transparence gouvernementale.

### Taïwan
Taïwan a eu 2 applications de vote quadratique jusqu'à présent.[Quand ?]  Le premier événement a été organisé par RadicalxChange à Taipei, où le vote quadratique a été utilisé pour voter lors du hackathon présidentiel taïwanais. Les projets du Hackathon tournaient autour de la « pluralité coopérative » - le concept de découverte de la richesse de la diversité qui est réprimée par la coopération humaine. Les juges ont reçu 99 points avec 1 vote coûtant 1 point et 2 votes coûtant 4 points et ainsi de suite. Cela a mis fin à l'effet de suivi et à la décision influencée par le groupe qui s'est produite avec les juges les années précédentes. Cet événement a été considéré comme une application réussie du vote quadratique.
Une autre application est Join, la plateforme de démocratie électronique gérée par le gouvernement taïwanais. Cette plate-forme utilise le système de vote quadratique pour encourager la participation du public aux questions budgétaires. Les citoyens ayant 99 points à attribuer à leurs politiques préférées en utilisant le modèle de vote quadratique standard. Avec plus de 4 millions de participants actifs, n'importe qui peut lancer une pétition électronique pour une certaine politique. Lorsqu'il dépassera 5 000 signatures, les secteurs gouvernementaux correspondants aborderont la question en question en organisant une réunion de collaboration. Jusqu'à présent, Taïwan a organisé 40 réunions collaboratives sur des sujets tels que la déclaration de revenus, la distribution des ressources médicales ou l'entretien de l'environnement dans les parcs nationaux.

### Allemagne
À Leipzig, en Allemagne, Volt Allemagne - un parti paneuropéen - a tenu son deuxième congrès du parti et a utilisé le vote quadratique pour déterminer les sujets les plus appréciés dans le manifeste de son parti parmi ses membres. Partenaire de Deora, Leapdao, une start-up technologique, a lancé son logiciel de vote quadratique composé d'un "burner wallet". Comme le temps était limité et qu'il s'agissait d'un environnement fermé, le "portefeuille brûleur" avec un code QR a agi comme une clé privée qui a permis au congrès d'accéder à son portefeuille préfinancé et à une liste de toutes les propositions sur la plateforme de vote. L'événement a été considéré comme un succès car il a généré avec succès une liste de priorités qui a classé l'importance des sujets.
Le vote quadratique a également permis aux chercheurs d'analyser la répartition des électeurs. Par exemple, le sujet de l'éducation a montré une valeur particulièrement élevée ou émotionnelle pour les électeurs, la majorité décidant de donner 4 ou 9 crédits de voix (2 ou 3 votes) et une minorité de 25 à 49 crédits de voix (5 à 7 votes). D'autre part, le sujet de l'économie renouvelée a montré une distribution plus typique avec une majorité d'électeurs qui ne votent pas ou qui ont un maximum de 9 crédits de voix (3 votes). Cela indique qu'il y a moins d'électeurs émotionnellement investis dans cette proposition, car beaucoup d'entre eux n'ont même pas dépensé de jetons pour voter dessus.

### Brésil
Au Brésil, le conseil municipal de Gramado a utilisé le vote quadratique pour définir les priorités pour l'année et parvenir à un consensus sur les modifications fiscales.

## Financement quadratique
Vitalik Buterin, en collaboration avec Zoë Hitzig et E. Glen Weyl, a proposé un financement quadratique, un moyen d'allouer la distribution des fonds (par exemple, à partir du budget d'un gouvernement, d'une source philanthropique ou collectés directement auprès des participants) sur la base du vote quadratique, notant que un tel mécanisme permet une production optimale de biens publics sans devoir être déterminé par une législature centralisée. Weyl soutient que cela comble une lacune avec les marchés libres traditionnels - qui encouragent la production de biens et de services au profit des individus, mais ne parviennent pas à créer des résultats souhaitables pour la société dans son ensemble - tout en bénéficiant de la flexibilité et de la diversité que les marchés libres ont comparées à de nombreux programmes gouvernementaux,,.
L'initiative Gitcoin Grants est l'un des premiers à adopter le financement quadratique. Cependant, cette implémentation diffère à plusieurs égards du schéma QF original. Dirigée par Kevin Owocki, Scott Moore et Vivek Singh, l'initiative a distribué plus de 60 000 000 $ à plus de 3 000 projets de développement de logiciels open source en 2022.
HackerLink, la plate-forme d'incitation aux développeurs de l'organisateur mondial de hackathon DoraHacks, a mobilisé un financement quadratique pour aider de nombreux écosystèmes Web3 ouverts tels que Solana, Filecoin et BSC à distribuer plus de 10 000 000 $ à 1 500 projets. Des programmes ont été conçus par l'équipe DoraHacks pour améliorer l'intégrité du financement quadratique. HackerLink et Gitcoin sont considérés comme les plus grandes plateformes de financement quadratiques pour le financement de biens publics et de projets open source.

## Voir également
- Méthode de Penrose
- Démocratie liquide
- Vote cumulatif
- Vote cardinal
- Mécanisme de Vickrey – Clarke – Groves
- Conception du mécanisme

## Remarques
1. ↑  Plus formellement, le consentement à payer est approximativement le gain d'utilité ressenti par le vote individuel normalisé par l'utilité marginale de l'argent. L'utilité marginale de l'argent diminuant avec l'augmentation de la richesse, le consentement à payer est augmenté pour les individus riches.